# Ваньжун
Ваньжу́н (кит. упр. 万荣, пиньинь Wànróng) — уезд городского округа Юньчэн провинции Шаньси (КНР). Уезд был образован в 1954 году путьём слияния уездов Ваньцюань и Жунхэ; название уезда было образовано из первых иероглифов названий исходных уездов.

## История
При империи Цинь здесь был образован уезд Фэньинь (汾阴县). При империи Ранняя Чжао он был расформирован, но при империи Северная Вэй в 487 году он был воссоздан. При империи Тан в 620 году был создан уезд Ваньцюань (万泉县). В 723 году уезд Фэньинь был переименован в Баодин (宝鼎县), а при империи Сун в 1011 году — в Жунхэ (荣河县). При правлении монголов в 1266 году уезд Ваньцюань был расформирован, но в 1279 году был создан вновь.
В 1949 году был создан Специальный район Юньчэн (运城专区), и уезды вошли в его состав. В 1954 году Специальный район Линьфэнь был объединён со Специальным районом Юньчэн (运城专区) в Специальный район Цзиньнань (晋南专区); при этом уезды Ваньцюань и Жунхэ были объединены в уезд Ваньжун. В 1958 году уезд был расформирован, но в 1960 году создан вновь. В 1970 году Специальный район Цзиньнань был расформирован, а вместо него образованы Округ Линьфэнь (临汾地区) и Округ Юньчэн (运城地区); уезд вошёл в состав округа Юньчэн. В 2000 году постановлением Госсовета КНР округ Юньчэн был преобразован в городской округ Юньчэн.

## Административное деление
Уезд делится на 4 посёлка и 10 волостей.